# Karl Neukirch
Karl Neukirch (3 de noviembre de 1864 - 26 de junio de 1941) fue un gimnasta alemán. Compitió en los Juegos Olímpicos de Atenas de 1896.
Neukirch ganó dos medallas de oro en las competencias por equipos, como parte del equipo alemán, en Barras paralelas y Barra fija. Tuvo poco éxito en las pruebas individuales, participando en Barras paralelas, Salto de potro, Barra fija y Potros con anillos, sin obtener medallas en ninguno de esos eventos.